# Quebrada La Quintana
La quebrada La Quintana es una importante corriente hídrica de la ciudad de Medellín. Nace a una altitud de 2010 m s. n. m. en la vereda El Picacho de San Cristóbal, donde al llegar a la zona urbana de Medellín se adentra en la comuna de Doce de Octubre, por donde recorre numerosos barrios, bordeando luego a Robledo, y siguiendo su curso por Castilla, donde se le construye una cobertura que pasa bajo la Terminal del Norte y que llega hasta su desembocadura en el Río Medellín a 1.450 m s. n. m. al frente del morro de Moravia, luego de recorrer 3,72 km.

## Cauce y hechos históricos
Esta quebrada es una de las más importantes del noroccidente de Medellín. A su lado se construyó el Parque Biblioteca Tomás Carrasquilla, el más importante de Robledo, que se apoda "La Quintana" en honor a esta corriente hídrica. 
En octubre de 2011, una avenida torrencial de la quebrada La Quintana, inundó el barrio Córdoba. 
En octubre del 2014, una fuerte granizada ocasionó el desbordamiento de la cuenca, dejando a muchas personas de Córdoba dignificadas.

### Afluentes
Los principales afluentes de la quebrada La Quintana son las quebradas La Batea, La Laurita, La Quebradita y La Jesucita.